# Петонов, Владимир Константинович
Влади́мир Константи́нович Пето́нов (1932—1993) — российский бурятский поэт, Народный поэт Бурятии, Заслуженный работник культуры Бурятии.

## Биография
Владимир Петонов родился 10 мая 1932 года в селе Бурят-Янгуты Осинского района Усть-Ордынского Бурятского автономного округа Иркутской области.
Закончив Бурят-Янгутскую среднюю школу, Владимир поступил в Иркутский государственный университет, затем учился на Высших литературных курсах при Литературном институте им. М. Горького.
Переехав в Бурятию, работал в газете «Молодежь Бурятии», на Бурятском телевидении и радио, редактором Бурятского книжного издательства, журнала «Байкал», директором Бюро пропаганды художественной литературы Союза писателей Бурятии.
C 1959 года Петонов участвует в Декадах бурятского литературы и искусства в Москве, Дней бурятской литературы в Москве, Ленинграде, Свердловске, Алма-Ате, Иркутске.
Член Союза писателей СССР с 1967 года.

## Творчество
В годы учебы в университете становится активным участником студенческого литературного объединения, печатается в газете «Советская молодёжь», коллективном сборнике «Молодая Ангара». Первый сборник его стихов «Ветер с Байкала» издан в 1959 году. С первых публикаций его стихи привлекли внимание критиков и общественности.
В Москве были изданы 8 его поэтических книг. В 1991 году вышла книга избранных произведений «Гортанные песни» в Иркутской области. Стихи и поэмы Петонова переведены на многие языки народов страны и за рубежом.
Петонов переводит на родной язык поэтов страны и классиков мировой литературы, этим активно способствуя взаимопониманию и дружбе народов.
Владимир Константинович написал более 20 поэм — от лирической исповеди до широкого эпического романного полотна. Он опубликовал первый бурятский роман в стихах «Земли притяжение», чем расширил тематический и жанровый горизонт бурятской поэзии.
В. Петонов, работая в качестве редактора и составителя, выпустил такие ответственные издания, как «Антология бурятской поэзии», «Ленин с нами», «Меткая стрела» (бурятские народные сказки), «Поэты 20-х годов» и другие.
К 50-летию Усть-Ордынского Бурятского автономного округа Петонов издал книгу «Песни Усть-Орды» — своеобразную антологию произведений иркутских бурятских писателей. Такого издания ещё никогда не было, впервые писатели — выходцы из Иркутской области собрались под общим «зонтиком» — книжной крышей. Это издание можно считать историческим событием.
Известен Петонова и как поэт-песенник. Он написал несколько десятков самых разных песен от лирической песни до хоровых маршей. На слова В. Петонова писали музыку композиторы Бурятии — Б. Ямпилов, Д. Аюшеев, Ж. Батуев, Б. Цырендашиев, А. Андреев, С. Манжигеев, Ю. Ирдынеев и другие.
В его переводе была издана книга А. Фадеева «Метелица» (1959). По сценарию В. Петонова в Иркутске снят документальный фильм «Зеркало Бурятии — Байкал».

## Награды и звания
- Народный поэт Бурятии
- Заслуженный работник культуры Бурятии

## Память
- На стене дома в Улан-Удэ, где жил поэт, открыта мемориальная доска.[3]